# 김진명 (탁구인)
김진명(1972년 11월 5일~)는 조선민주주의인민공화국의 탁구 선수로 출신 탁구 지도자이다. 1992년 하계 올림픽에서 김송희와 함께  남자 복식에 참개했으며, 2012년경부터는 조선민주주의인민공화국 여자 국가대표팀을 지도해 왔다.